# 終焉之栞
終焉之栞（日语：終焉ノ栞プロジェクト（しゅうえんのしおりプロジェクト））是由ボカロP150P（わんはーふぴー）使用歌聲合成軟體VOCALOID所創作的一系列音樂組曲。
中文還有翻譯為「終焉之書籤」。

## 概要
主要是150P製作的VOCALOID歌曲。在NICONICO動畫及YouTube發表了『孤單捉迷藏』『冒牌貨出沒警報』『完全犯罪情書』『模仿者的搶椅子遊戲』『平凡的英雄們』『終焉之栞』『負犬至上主義』『善良的妖怪故事』。
歌曲製作以「主嫌」稱呼150P，以及其他的參與者，スズム（以說書人稱呼。除了歌曲的作詞擔當外，同時也是小說的作者）、さいね（設計擔當）、こみね（插畫、動畫擔當）、空（插畫擔當）、ぎぶそん（吉他手）等5名（總計6名）。全是在NICONICO動畫廣受歡迎的創作者。
2012年4月在「ニコニコ超會議」作為契機，開始進行了歌曲製作。這些歌曲被稱為「終焉遊戲」，模仿「以學園為中心將登場人物捲入神秘的遊戲」，被喜歡充滿謎團的世界觀的愛好者支持。
以150P的CD專輯「終焉 -Re:write-」為首，擔任小說化作者的是前述歌曲作詞的スズム，而漫畫化則是由結城あみ於月刊Comic GENE2013年1月號開始連載。除此之外還和カラオケの鉄人進行著合作企劃。2013年12月13日開始在KONAMI的音樂模擬遊戲免費下載與發表『jubeat plus』收錄了「完全犯罪情書」、「孤單捉迷藏」、「冒牌貨出沒警報」、「模仿者的搶椅子遊戲」，而『REFLEC BEAT plus』收錄了「完全犯罪情書」、「孤單捉迷藏」、「平凡的英雄們」、「負犬至上主義」。12月24日、小說開始撰寫過去篇的故事。

## 作風・世界観・登場人物
歌曲作品是以「一个人的捉迷藏」、「分身」、「瑪麗的電話」、「猿之手」等都市傳說為主題作設計，變成一所學園的神秘故事。。歌曲製作使用VOCALOID的「IA」，不過在終焉-Re:write-專輯有隨著角色不同而使用「初音未來」、「鏡音鈴」 、「Megpoid」、「MAYU」四位虛擬人聲。

### 故事
靈異怪談同好會篇
由喜歡靈異怪談的4位高中生組成的靈異怪談同好會。在放學後聚集在舊校舍談論著怪談、都市傳說。某日、在總是聚集的舊校舍的音樂教室發現一本老舊的日記。書中記載著10年前有關「終焉之栞」的禁忌。大家因為好奇而犯下了被寫在書中的禁忌，被「背叛的狐狸」發現而失敗。最後被捲進了“終焉遊戲”之中。
電影研究社篇
在靈異怪談同好會篇的10年前。電影研究社的成員為了學園祭的演出項目而開始拍攝『終焉之栞』電影，這成了慘劇的契機。

### 登場人物

#### 靈異怪談同好會
A彌  （CV：緒方惠美）
『一个人的捉迷藏』的主角。靈異怪談同好會會長。對平凡的日常感到無趣，把傳播人的流言當作唯一的喜好。是眾人認為的陰暗性格，但當遇到有關靈異現象的話題時會高談闊論。
B子  (CV：東山奈央）
『冒牌貨出沒警報』的主角。靈異怪談同好會成員。校內公認的美女，成績及運動神經都很好，人氣極高。雙面特徵，表面上安靜優雅、實際上是易怒的性格。
似乎有著複雜的過去。
C太  (CV：寺島拓篤）
『完全犯罪 Love letter』的主角。靈異怪談同好會成員。A彌的幼年玩伴。容貌是被歸為帥哥的類別。易得要領，明顯地輕視他人的態度，常嘲笑人。對於A彌過度保護。
D音 （CV：相沢舞）
『模仿者的搶椅子遊戲』的主角。靈異怪談同好會成員。B子的朋友。整潔安靜，實際上喜歡故意觸犯人的底線。極不顯眼的存在。對B子抱持著憧憬。
E祈 （CV：神谷浩史）

#### 電影研究社
A乃 （CV：平野綾）
『Fighting Girl』的主角。活潑的外表不過很認真，喜歡懷舊遊戲(附帶一提，雖然很喜歡但是遊戲才能為零)。對於E記的失言常使用暴力。在電影研究社所拍攝的『終焉之栞』中飾演B子的角色。
B香 （CV：加藤英美里）
『美好的妖怪傳聞』的主角。女性外表的少年。電影研究社的成員之一。好像討厭下流的話。運動神經非常不好，常在甚麼都沒有的地方跌倒。腳有大片的傷痕。在電影『終焉之栞』中飾演A彌的角色。
C奈 （CV：米澤円）
『垃圾食物 nostol』的主角。乍看之下是資優生，但實際上是超自然事物狂熱者的少女。電影研究社的成員之一。興奮時會露出大膽的微笑。自己的家在郊外高級住宅區有獨棟的房屋、好像有所有的文獻。在『終焉之栞』中飾演D音的角色。
D介 （CV：小野友樹）
『四丁目的秘密屋先生』的主角。電影研究社的成員之一。臉被瀏海遮住。總是吃著點心。相當大方、我行我素的個性。在『終焉之栞』中飾演C太的角色。
E記 （CV：松岡禎丞）
『泰蕾茲的嘆息』的主角。電影研究社的成員之一。說明即將廢社的電影研究社有趣的理由而勸說A乃、B香、C奈、D介加入。『終焉之栞』的提案者。很為朋友著想，在想什麼都會從口中說出來。

## CD

### 『Re:放課後-終焉ゲーム-』
150P的首張專輯。
| CD   | CD                                 | CD   |
| 曲序 | 曲目                               | 日语 |
| ---- | ---------------------------------- | ---- |
| 1.   | Re:「-犯罪聲明-」 -instrumental-   |      |
| 2.   | 孤單捉迷藏                         |      |
| 3.   | 自我觀察日記                       |      |
| 4.   | Re:「-傳染病預測-」 -instrumental- |      |
| 5.   | 冒牌貨出沒警報                     |      |
| 6.   | Re:「-晚報-」 -instrumental-       |      |
| 7.   | 完全犯罪 Love letter               |      |
| 8.   | 模仿者的搶椅子遊戲                 |      |
| 9.   | Re:「-童戲解說-」 -instrumental-   |      |
| 10.  | 終焉之栞                           |      |
| 11.  | 平凡日常生活                       |      |
| 12.  | Re:「-勝利宣言-」 -instrumental-   |      |

### 『終焉-Re:write-』
150P的第二張專輯、於2013年3月13日「終焉-Re:write-」發售。原先預計2013年2月27日發售、因員工身體不適而延期。
「終焉-Re:write-」收錄了前述的『孤單捉迷藏』『冒牌貨出沒警報』『完全犯罪情書』『模仿者的搶椅子遊戲』及其他新曲、以及在曲間插入了Instrumental及声優・神谷浩史、相沢舞兩位的解說。全25曲。
除了發售通常版外、還收錄由スズムArrange的CD以及收錄了PV的DVD，以及發售了封面插圖相異的初回限定版。另外、從2013年3月11日開始連續17天在Oricon公信榜獲得第10名。
| CD   | CD                                 | CD   |
| 曲序 | 曲目                               | 日语 |
| ---- | ---------------------------------- | ---- |
| 1.   | 「-犯罪聲明-」(Instrumental)       |      |
| 2.   | 終末-Re:write-                     |      |
| 3.   | 「-老舊的日記-」(Instrumental)     |      |
| 4.   | 終焉之栞                           |      |
| 5.   | 「-孤單的遊戯-」(Instrumental)     |      |
| 6.   | 孤單捉迷藏                         |      |
| 7.   | 「-捏造的腳本-」(Instrumetal)      |      |
| 8.   | 完全犯罪 Love letter               |      |
| 9.   | 「-錯過的電話-」(Instrumental)     |      |
| 10.  | Re:未接來電                        |      |
| 11.  | 「-陌生的雙子-」(Instrumental)     |      |
| 12.  | 冒牌貨出沒警報                     |      |
| 13.  | 「-對照的鏡子-」(Instrumental)     |      |
| 14.  | 模仿者的搶椅子遊戲                 |      |
| 15.  | 「-扭曲的憧憬-」(Instrumental)     |      |
| 16.  | Re:平行愛情線                      |      |
| 17.  | 「-日常與幕後-」(Instrumetal)      |      |
| 18.  | 敗犬至上主義                       |      |
| 19.  | 「-虛假的入學典禮-」(Instrumental) |      |
| 20.  | 獵奇的學校生活                     |      |
| 21.  | 「-起始的鐘聲-」(Instrumental)     |      |
| 22.  | 平凡的英雄們                       |      |
| 23.  | 「-平日-」(Instrumental)           |      |
| 24.  | 平凡日常生活                       |      |
| 25.  | 「-舞台問候-」(Instrumental)       |      |

| DVD  | DVD                | DVD            | DVD  |
| 曲序 | 曲目               | 導演           | 备注 |
| ---- | ------------------ | -------------- | ---- |
| 1.   | 孤單捉迷藏         | こみね         |      |
| 2.   | 冒牌貨出沒警報     | こみね         |      |
| 3.   | 完全犯罪情書       | こみね         |      |
| 4.   | 模仿者的搶椅子遊戲 | 空             |      |
| 5.   | 平凡的英雄們       | わんにゃんぷー |      |

### 『終焉-Re:mind-』
150P的第三張專輯、預計於2015年3月25日發售。
另外有出店舖特典「終焉-Re:take-」，由スズム及150P為主唱。
| CD   | CD                                 | CD   |
| 曲序 | 曲目                               | 日语 |
| ---- | ---------------------------------- | ---- |
| 1.   | 「-反攻聲明-」(Instrumental)       |      |
| 2.   | 報復 Revival                       |      |
| 3.   | 遺落-Re:code-                      |      |
| 4.   | 終末夢旋律                         |      |
| 5.   | 「-來自後台的訊息-」(Instrumental) |      |
| 6.   | Fighting Girl                      |      |
| 7.   | 垃圾食物 nostol                    |      |
| 8.   | 遊戲與少女們                       |      |
| 9.   | 「-經典微碳酸-」 (instrumental)    |      |
| 10.  | 美好的妖怪傳聞                     |      |
| 11.  | 四丁目的秘密屋先生                 |      |
| 12.  | 我們這一天                         |      |
| 13.  | 「-笑容高峰會-」(Instrumental)     |      |
| 14.  | 泰蕾茲的嘆息                       |      |
| 15.  | 時尚的 corporate Park              |      |
| 16.  | 悲劇重演                           |      |
| 17.  | 「-比起十年之後-」(Instrumetal)    |      |
| 18.  | 薛丁格的貓                         |      |
| 19.  | 「-1713號病房-」(Instrumental)     |      |

### 『終焉-Re:act-』
150P的第四專輯、預計於2015年9月23日發售。
除了發售通常版外、另外發售了封面插圖相異的初回限定版A及初回限定版B。
| CD-1 | CD-1                         | CD-1 |
| 曲序 | 曲目                         | 日语 |
| ---- | ---------------------------- | ---- |
| 1.   | 衝擊 React                   |      |
| 2.   | 「-Parallel-」(Instrumental) |      |
| 3.   | 孤單捉迷藏                   |      |
| 4.   | 冒牌貨出沒警報               |      |
| 5.   | 完全犯罪 Love letter         |      |
| 6.   | 模仿者的搶椅子遊戲           |      |
| 7.   | 悲劇重演                     |      |
| 8.   | 「-Paradigm-」(Instrumental) |      |
| 9.   | Fighting Girl                |      |
| 10.  | 美好的妖怪傳聞               |      |
| 11.  | 垃圾食物 nostol              |      |
| 12.  | 四丁目的秘密屋先生           |      |
| 13.  | 泰蕾茲的嘆息                 |      |
| 14.  | 「-Paradox-」(Instrumental)  |      |
| 15.  | 對著流星許下心願             |      |
| 16.  | 平凡日常生活                 |      |
| 17.  | 「-Paranoia-」(Instrumental) |      |

| CD-2 | CD-2                     | CD-2 |
| 曲序 | 曲目                     | 日语 |
| ---- | ------------------------ | ---- |
| 1.   | 序章：Next Error         |      |
| 2.   | 第一章：給未來的信       |      |
| 3.   | 第二章：我們的證據       |      |
| 4.   | 第三章：那一天的悲劇     |      |
| 5.   | 第四章：十年後的你們     |      |
| 6.   | 第五章：悲劇重演         |      |
| 7.   | 終章：放學後、於音樂教室 |      |
| 8.   | （+ Bonus Track）        |      |

## 小說
小說由樂曲中擔當作詞的スズム撰寫、2013年2月於Media Factory（MF文庫J）發售。插圖由さいね、こみね繪製。
| 卷數 | 標題                      | Media Factory  | Media Factory   | 東立           | 東立                   |
| 卷數 | 標題                      | 發售日期       | ISBN            | 發售日期       | ISBN                   |
| ---- | ------------------------- | -------------- | --------------- | -------------- | ---------------------- |
| 1    | 終焉之栞                  | 2013年2月25日  | ISBN 4840149577 | 2013年9月26日  | ISBN 978-986-337-290-5 |
| 2    | 終焉之栞貳 報復-Re:vival- | 2013年10月24日 | ISBN 4040660323 | 2014年4月17日  | ISBN 978-986-348-737-1 |
| 3    | 終焉之栞參 終末-Re:write- | 2014年3月25日  | ISBN 4040663144 | 2014年10月20日 | ISBN 978-986-365-673-9 |
| 4    | 終焉之栞詩 遺落-Re:code-  | 2014年7月25日  | ISBN 4040669205 | 2015年1月15日  | ISBN 978-986-382-556-2 |

## 漫畫
由結城あみの負責漫畫，在Media Factory的《月刊Comic GENE》2013年1月號至2016年1月27日期間連載。單行本全7卷。
| 卷數 | Media Factory  | Media Factory          | 東立出版社    | 東立出版社             |
| 卷數 | 發售日期       | ISBN                   | 發售日期      | ISBN                   |
| ---- | -------------- | ---------------------- | ------------- | ---------------------- |
| 1    | 2013年3月27日  | ISBN 978-4-04-066270-1 | 2013年9月25日 | ISBN 978-986-337-164-9 |
| 2    | 2013年7月27日  | ISBN 978-4-04-066271-8 | 2015年1月12日 | ISBN 978-986-337-165-6 |
| 3    | 2013年11月27日 | ISBN 978-4-04-066124-7 | 2015年2月18日 | ISBN 978-986-337-759-7 |
| 4    | 2014年6月27日  | ISBN 978-4-04-066598-6 | 2015年6月1日  | ISBN 978-986-365-235-9 |
| 5    | 2014年11月27日 | ISBN 978-4-04-067204-5 | 2015年9月23日 | ISBN 978-986-382-347-6 |
| 6    | 2015年6月27日  | ISBN 978-4-04-067545-9 | 2016年1月14日 | ISBN 978-986-431-703-5 |
| 7    | 2016年1月27日  | ISBN 978-4-04-067886-3 | 2016年6月15日 | ISBN 978-986-462-919-0 |

## 外部連結
- （日語） 公式頁面 （页面存档备份，存于）
- （日語） 終焉ノ栞NICO清單 （页面存档备份，存于）
- （日語） 150P （页面存档备份，存于）的Twitter專頁
- （日語） スズム （页面存档备份，存于）的Twitter專頁
- （日語） さいね （页面存档备份，存于）的Twitter專頁
- （日語） こみね （页面存档备份，存于）的Twitter專頁
- （日語） 空 （页面存档备份，存于）的Twitter專頁
- （日語） ぎぶそん （页面存档备份，存于）的Twitter專頁